# Свеви
Свеви или Свеби (лат. Suevi, Suebi, Suevians (Јорданес, Прокопије) или Suebians) или свевски савез племена су били германски и/или словенски народи пореклом из близине Балтичког мора.

## Рана историја
Праћење развоја, као и саму етногенезу Свева отежава то што су многа германска и словенска племена себе самовољно сврставала у Свеве, како би се окористила њиховом ратничком славом. Тако и Цезар, који је 58. године п. н. е. поразио у Галији свевског кнеза Ареовиста, под именом Свева подразумева Германе источно од Убиера и Сигамбрера, племена која су већ тада била романизована, а западно од Херуска. И Касије Дион (Lucius Cassius Dio Cocceianus, 160—229; римски сенатор, конзул, писац и историчар) уочава жељу неких Германа да се незаслужено назову Свевима, па упозорава да „многи истичу своје право на назив Свеви“. Како ћемо касније да видимо овој збрци је допринела и специфична свевска фризура, коју су као сопствено обележје присвојили и припадници других племена.
Колико су Свеви били силан и славан народ одлично говори и подела тог времена, које се по немачком историчару Венскусу (Reinhard Wenskus, 1916—2002) дели на доба Свева и на доба Гота, па је разумљиво да су многи желели да се уброје у један од ова два моћна племенска савеза.
Сматра се да су Свевима у време Тацита припадали Маркомани, Хермундури, Квадени, Лангобарди и, можда, Англи, док су за најплеменитије Свеве сматрани Семнони који су живели између Елбе и Одре. Само пола века касније Птолемеј из Александрије у овај савез (Syeboi) убраја Англе, Семноне, велике Бруктерере, Ангриваре и Тевтоноаре (на доњој Елби), а наводи и да се једна река у близини Одре зове Syebos.
По доласку Гота у 3. веку, а посебно Хуна који су у 4. веку тешко поразили свевски савез у данашњој централној Немачкој, утицај и моћ Свева рапидно опадају. У савезу са Вандалима и иранским (можда и словенским) Аланима једно једино племе Свева 31. децембра 406. под вођством Еменриха (шпан. и порт. Hermerico, 360–441) прелази границу Римског царства, поражава римску војску у бици код Мајнца (лат. Mogontiacum) и продире до римске провинције Хиспаније (данашња Шпанија), где по старом варварском обичају лутријом добија Галицију.
Оном делу Свева који су остали у старој домовини придружују се и у њих се стапају делови Квадена, док се део Свева 470. придружио Алеманима са којима се десет година касније стопио. Почетком 5. века, међутим, делови Алемана узимају име Свева. На средњем Дунаву Свеве покоравају и асимилирају Лангобарди око 540. под вођством кнеза Ваха (Wacho). Позно-римски историчар Јорданес (Jordanes или Jornandes, умро око 552) још око 550. разликује Алемане од Свева, при чему ове прве локализује на Алпима, а друге у Алеманији, која се налазила на југозападу данашње Немачке. У овом делу Европе се још задржало име Свева у данашњим Швабама, за које се верује да су проистекли из Алеманског савеза. По начину изговора имена може да се претпостави да су Банатске Швабе (нем. Siebenbürgen) потомци Дунавских Свева, односно неког њиховог дела који се одупро асимилацији Гота и Лангобарда.

## Култура
По Тациту Свеви су посебно поштовали култ Нертуса, односно Мајке земље. Осим тога, Тацит нас обавештава и о светом лугу код Семнона у који обични смртници смеју да улазе само везани како би демонстрирали своје покоравање боговима.
Посебно је позната и типична фризура слободних Свева, такозвана „свевска пунђа“, којом су се ови разликовали како од робова, тако исто и од припадника осталих племена, али и да би у боју изгледали вишим. Пунђа се правила тако што би мушкарац своју косу чешљао на страну, затим је уплетао и увијао на темену. Ова мода се временом проширила и међу племенима у окружењу, па римски песник Марцијал (Marcus Valerius Martialis, од 38—40. до 102—104. н. е) пише: „Са косом увезаном у пунђу дођоше Зугамбри." Исти перчин су носили и Срби на Балкану, Буде Будисављевић (генерал) пишући о свом дједу Јовану у контексту посљедњег турског рата (1788–1791) записао је и ово: ...а дугачка сиједа коса била му је у перчин оплетена. Симо Поповић је спомиње код краља Николе, Идит Дарам код житеља сјеврне Албаније, носио ју је и Карађорђе Петровић, а спомиње је и Симеон Пишчевић, као и многи други.

## Насељавање Галиције
Док су се Вандали и Алани сукобљавали са Францима око тога ко ће владати Галијом, дотле су Свеви под краљем Хермериком кренули јужније, прешли Пиринеје и дошли на подручје Пиринејског полуострва. Пролазећи кроз Баскију, они се населише у Галицији у северозападној Шпанији.
Положили су заклетву римском цару Хонорију и добили су царско одобрење да се населе под властитом аутономном управом. У слично време кад и Галиција и Британија је била под властитом управом. То су била прва подкраљевства која су се почела формирати на територији распадајућег Западног римског царства. Свевска Галиција је представљала прво подкраљевство, које је ковало властити новац.

## Свевско краљевство Галиција
Успостављено 410. Свевско краљевство Галиција је трајало до 584. За разлику од Остроготског у Италији или Визиготског краљевства у Шпанији, Галиција никад није добила неки већи политички значај.
Врло мало је остало од њиховог језика, јер су Свеви брзо прихватили локални шпанско-римски језик.
Процењује се да број Свева који су дошли у Галицију није био већи од 30.000. Град Бракара Августа (данашњи Брага) постао је престолница Свева.
Док су 416. Визиготи дошли на Пиринејско полуострво да се боре против Вандала и Алана, Свеви су проширили своје краљевство. У најбољим данима краљевство се простирало до Мадрида или Севиље.
Краљ Хермерик је 438. склопио мир са локалним шпанско-римским становништвом и абдицирао у корист сина Рехила. Рехил умире 448, а Рехијар постаје краљ и 447. године прелази у хришћанство, које постаје службена религија, с тим што је процес христијанизације Свева и осталог локалног становништва трајао знатно дуже.
Визиготски краљ Теодорик II побјеђује Свеве и отада Свевско краљевство почиње да се смањује.
Визиготски краљ, Леовигилд осваја краљевство Свева 585. године, а задњи Свевски краљ Андрека силази са престола.

## Свевски краљеви Галиције
- Хермерик (409—438)
- Рехил (438—448)
- Рехиар (448—456)
- Аиоулф (456—457), само на југу
- Фрамта (456—457), само на југу
- Малдрас (457—459), само на југу
- Рихимунд (459—463), само на југу
- Фрумар (459—463), само на југу
- Ремисмунд (459—469), у потпуности од 463
- Током периода од 469. до 550. имена свевских поглавица нису позната.
- Кариарик (550—559)
- Теодемар (559—570)
- Миро од Галиције (570—583)
- Еборик (зван и Еурик') (583—584)
- Андека (584—585), свргнут и протеран у манастир од стране Леоговилда
- Маларик (585—586), поражен у борби против Леоговилда

Визиготи освајају Свевско краљевство 585. године.